# Синай (гора)
Гора Сина́й (ивр. הַר סִינַי‎, Хар-Синай; арам. ܛܘܪܐ ܕܣܝܢܝ Ṭūrāʾ Dsyny; греч. Όρος Σινά; также гора Моисея, гора Хо́рев) — гора на Синайском полуострове в Египте. Согласно Библии, на этой горе Бог являлся Моисею и дал Десять заповедей (Синайское откровение).
Еврейская традиция не сохранила точного местонахождения горы Синай. Почитание нынешней горы Моисея (араб. جَبَل مُوسَىٰ‎ Джабал-Муса) как горы Синай является древней христианской традицией, восходящей к началу IV века (Евсевий Кесарийский). В Новое время предлагались и другие варианты отождествления.
На вершине горы Моисея находятся православный храм Святой Троицы и маленькая мечеть. К северу от церкви под скалой есть небольшая пещера, где, согласно Библии, в течение сорока дней и ночей укрывался Моисей (Исх. 24:18; 33:20—23). На северном склоне горы расположены православный пещерный храм пророка Илии и его колодец, а также православная часовня Богородицы. С севера у подножия горы стоит монастырь Святой Екатерины.
На Синае подвизался выдающийся христианский святой Иоанн Лествичник — игумен горы Синайской, главное произведение которого, «Лествица», имеет название, указывающее на восхождение человека по духовным ступеням в Царство Небесное, земным подобием которого может являться подъём на гору Синай.

## Упоминание в Библии
В Библии гора упоминается под разными названиями: Синай, гора Божия (Исх. 4:27; 18:5; 24:13), гора Божия Хорив (Исх. 3:1), гора Хорив (Исх. 33:6); о событиях у Синая говорится иногда «в Хориве».
Гора Синай также упоминается в символическом смысле:

В этом есть иносказание. Это два завета: один от горы Синайской, рождающий в рабство, который есть Агарь, ибо Агарь означает гору Синай в Аравии и соответствует нынешнему Иерусалиму, потому что он с детьми своими в рабстве; а вышний Иерусалим свободен: он — матерь всем нам.
— Гал. 4:24—26

## Упоминание в Коране
Гора Синай несколько раз упоминается в Коране:
- «Клянусь горой Синаем! (досл. Синином)» (Ат-Тин: 2)
- «…Мы вырастили для вас этой водой оливковое дерево, которое исходит из горы Тур в местности Синай; выращивает оно масло и приправу для едящих» (Аль-Муминун: 20[7])

## История

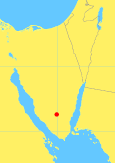
Гора Моисея на карте Синая

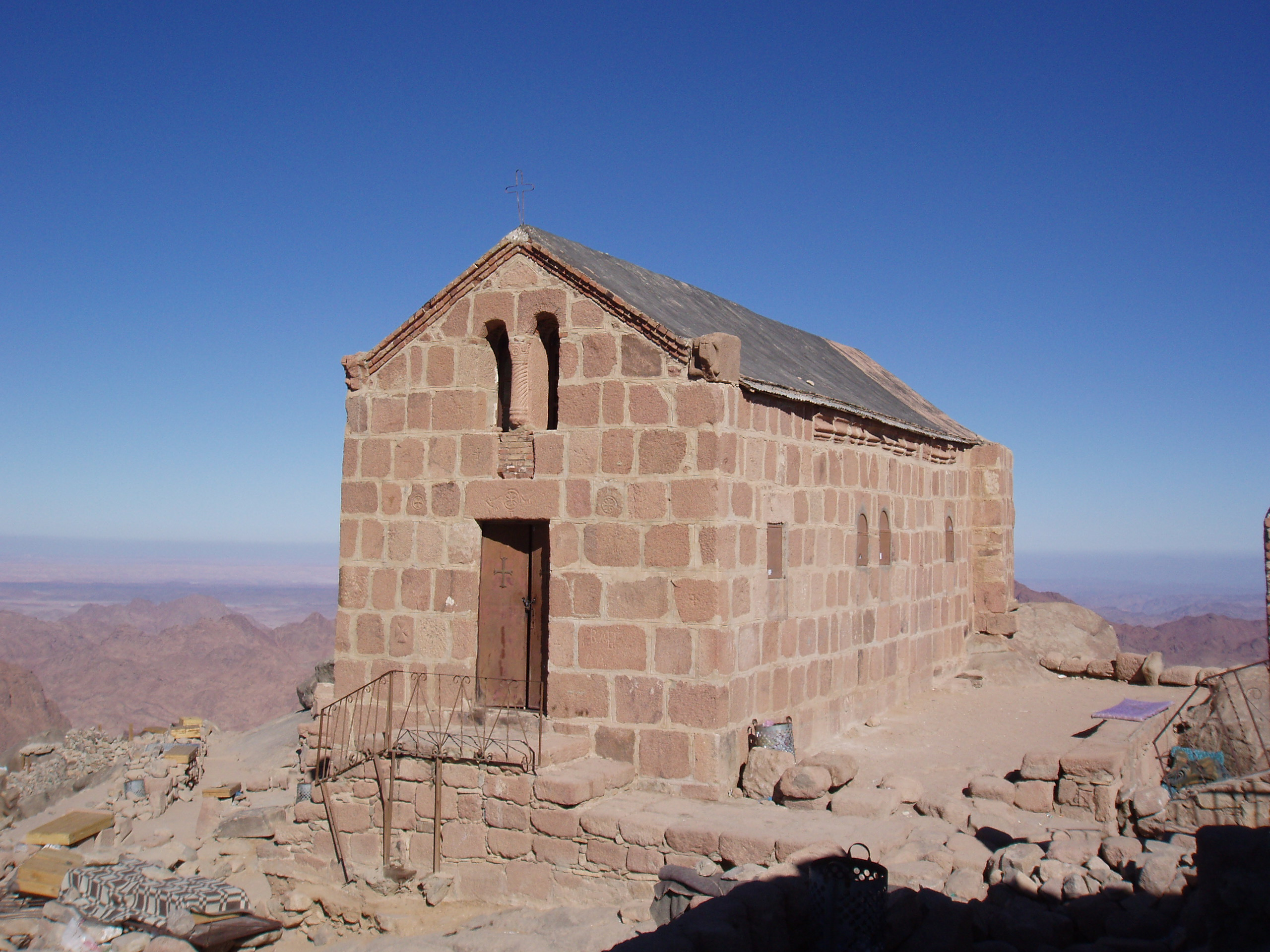
Православный греческий храм во имя Святой Троицы на вершине горы Моисея. Построен в 1935 году из остатков церкви времён императора Юстиниана Великого

Еврейская традиция утратила знание точного местонахождения горы Синай (израильско-итальянский археолог Э. Анати отождествил библейский Синай с горой Хар-Карком в пустыне Негев, где он обнаружил многочисленные останки святилищ). Оно было забыто, по-видимому, уже в эпоху царей, поэтому христианская и мусульманская традиция почитания горы Моисея не связана непосредственно с древней еврейской традицией.
Христианские отшельники селились в южном Синае со II века. Они старались определить места, упоминаемые в Библии в связи с событиями Исхода, в том числе и гору Синай. Нынешнюю гору Моисея христиане почитают как библейскую гору Синай с начала IV века. В 330 году монахи, при поддержке святой императрицы Елены, построили у Неопалимой купины, растущей у самого подножия горы, маленькую церковь и башню. В 527 году император Юстиниан Великий основал здесь монастырь, который с XI века стал называться монастырём Святой Екатерины, в честь Екатерины Александрийской.

## Паломничество

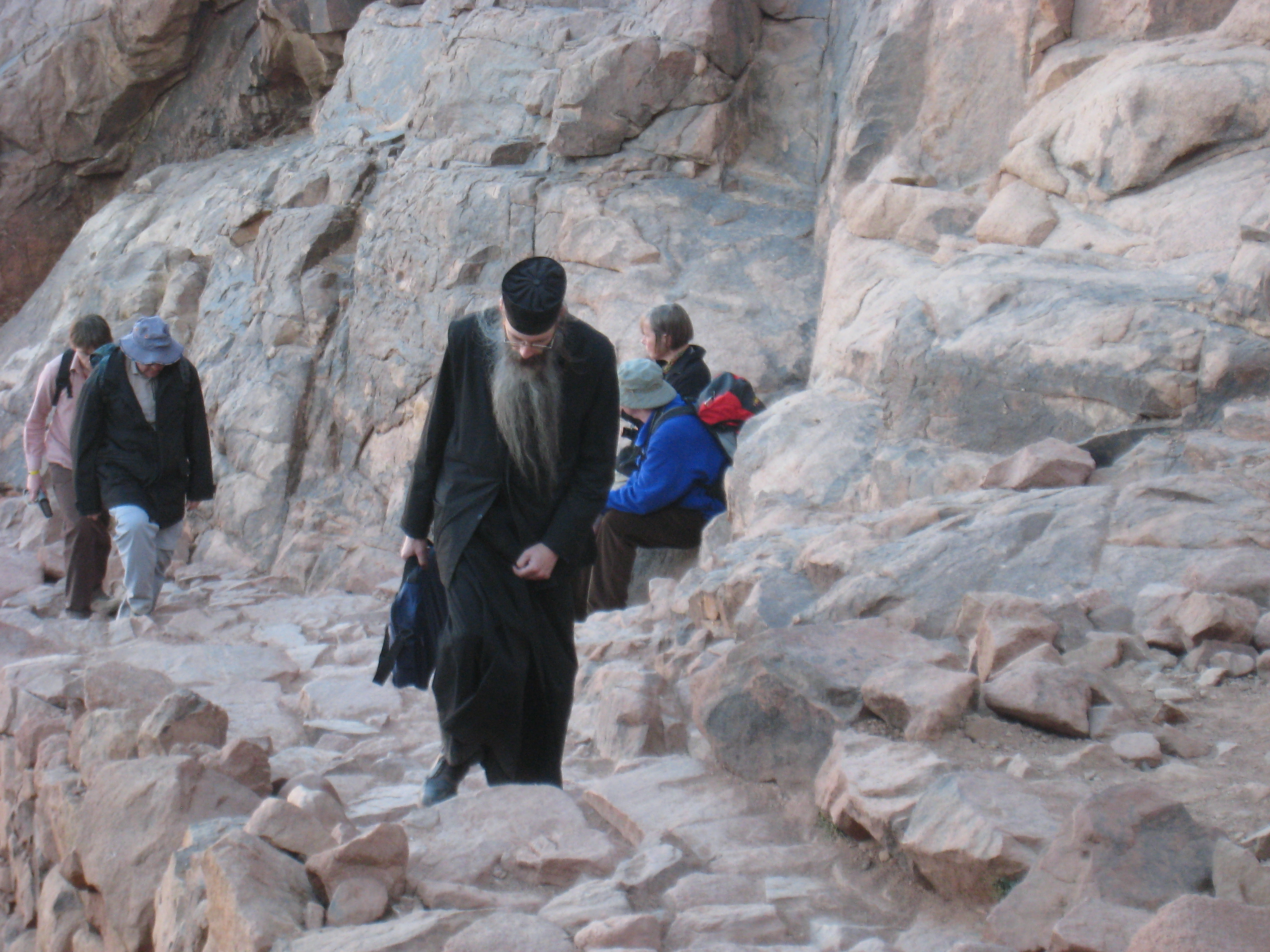
Православный священник поднимается на гору Моисея по длинной тропе

Христиане совершали паломничество к горе Синай с древнейших времен. В последние десятилетия на гору ежедневно поднимаются от нескольких десятков до нескольких сотен человек: паломников и, главным образом, просто туристов, которые приезжают в основном с курорта Шарм-эш-Шейх. От монастыря Святой Екатерины на вершину идут две тропы: короткая и длинная, которые соединяются недалеко от вершины. Короткая тропа гораздо более крутая и трудная — это традиционный монашеский и паломнический путь. Он насчитывает примерно 3100 ступеней и пройти по нему можно только пешком в дневное время, причём он ведёт непосредственно мимо церкви пророка Илии и часовни Богородицы. Длинная тропа более пологая и позволяет проехать почти до вершины на верблюде, которых предлагают желающим местные бедуины. Вдоль длинной тропы устроены палатки для отдыха, где продаются горячие напитки и сладости и предлагаются одеяла.
Нынешняя практика подниматься на гору ночью, чтобы встретить восход солнца, является продуктом туристической индустрии. В этом случае паломнику предпочтительнее подниматься ночью по длинной, а спускаться уже в светлое время по короткой тропе. Но здесь надо правильно рассчитать свои силы, потому что спуск по короткой, как и подъём, труднее, чем по длинной. Все храмы и часовни, находящиеся на горе, как правило, закрыты. Посетить их можно только получив в монастыре сопровождающего или ключи по специальной договорённости. Мечеть на вершине открыта.
В Синае сохранились около 113 древнеармянских и 20 грузинских надписей.

## Галерея

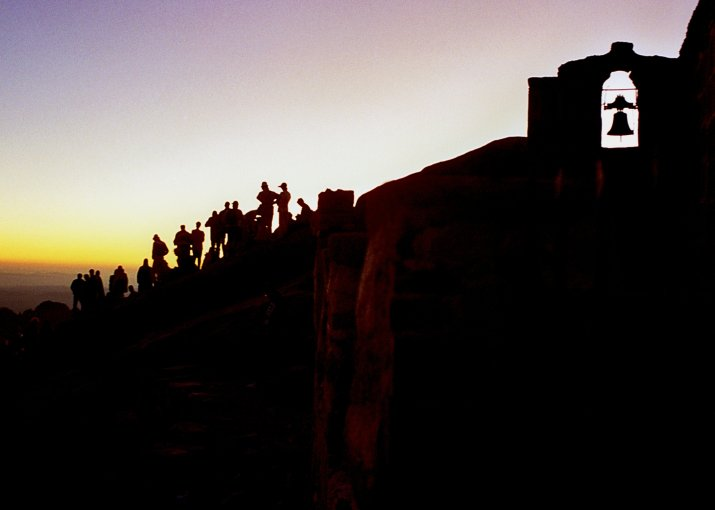
Паломники и туристы встречают рассвет на вершине
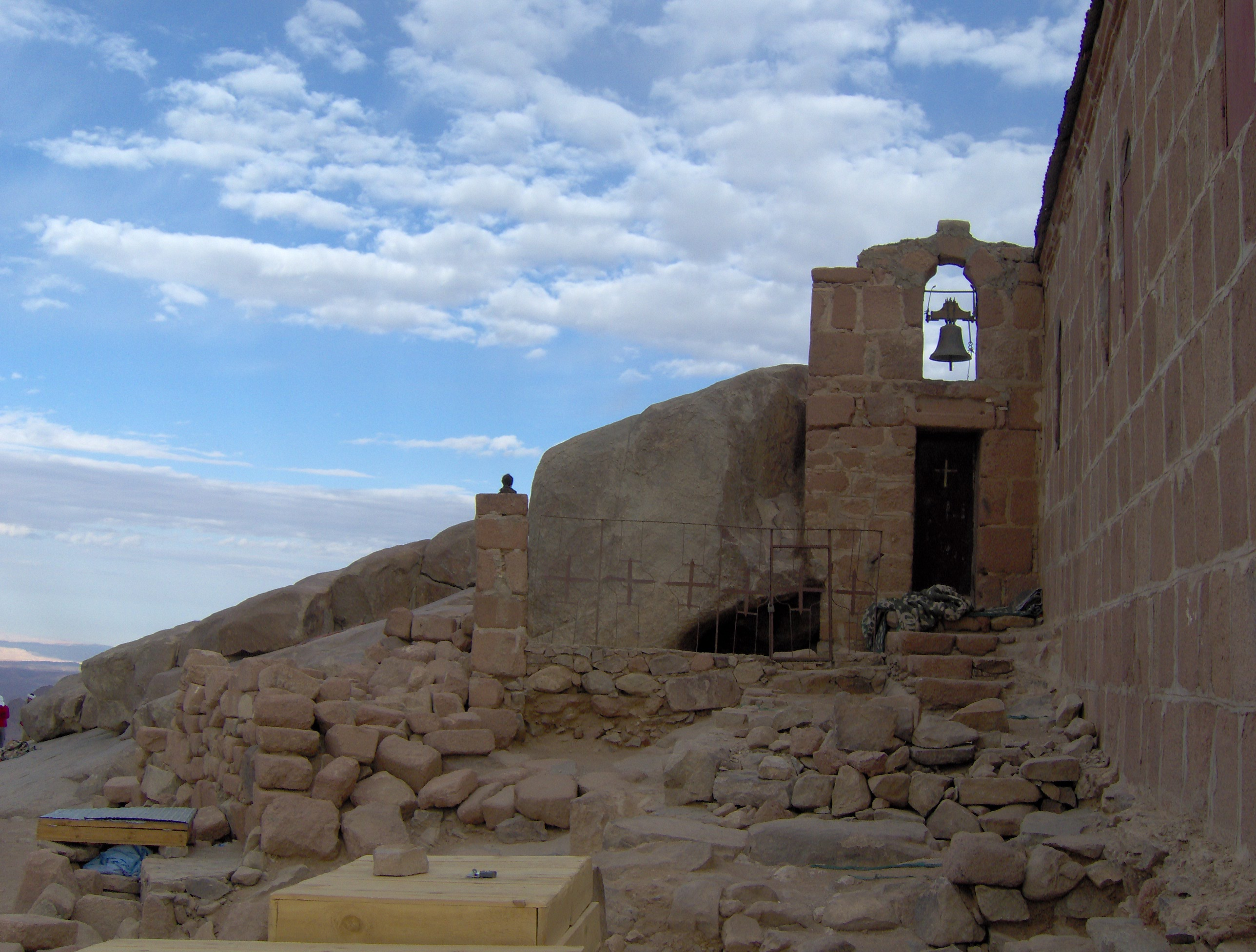
Северная стена церкви Святой Троицы на вершине и пещера около неё (огорожена металлической решёткой с крестами)
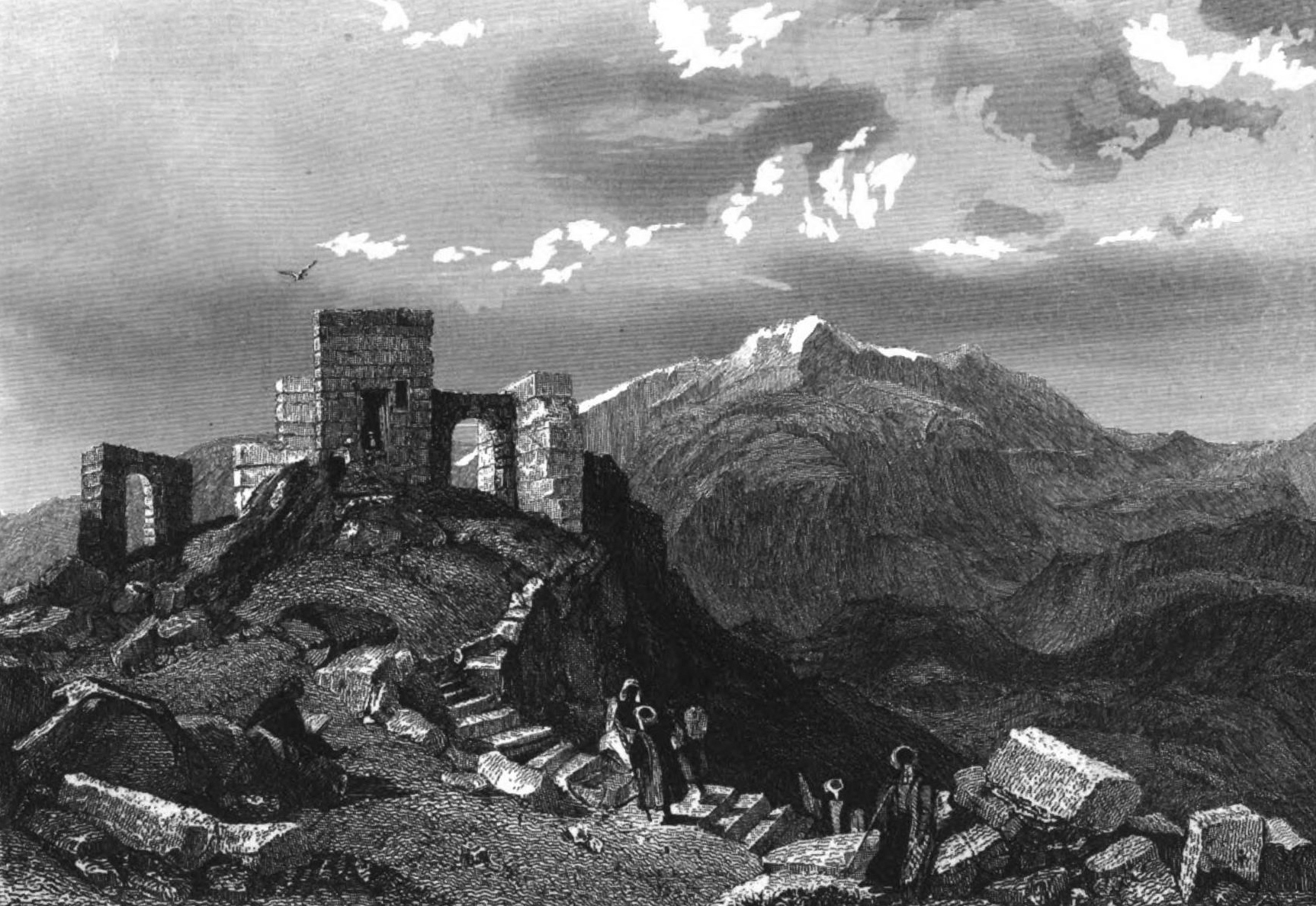
Развалины древней христианской церкви на вершине горы Синай. На заднем плане гора Святой Екатерины. Рисунок 1837 года
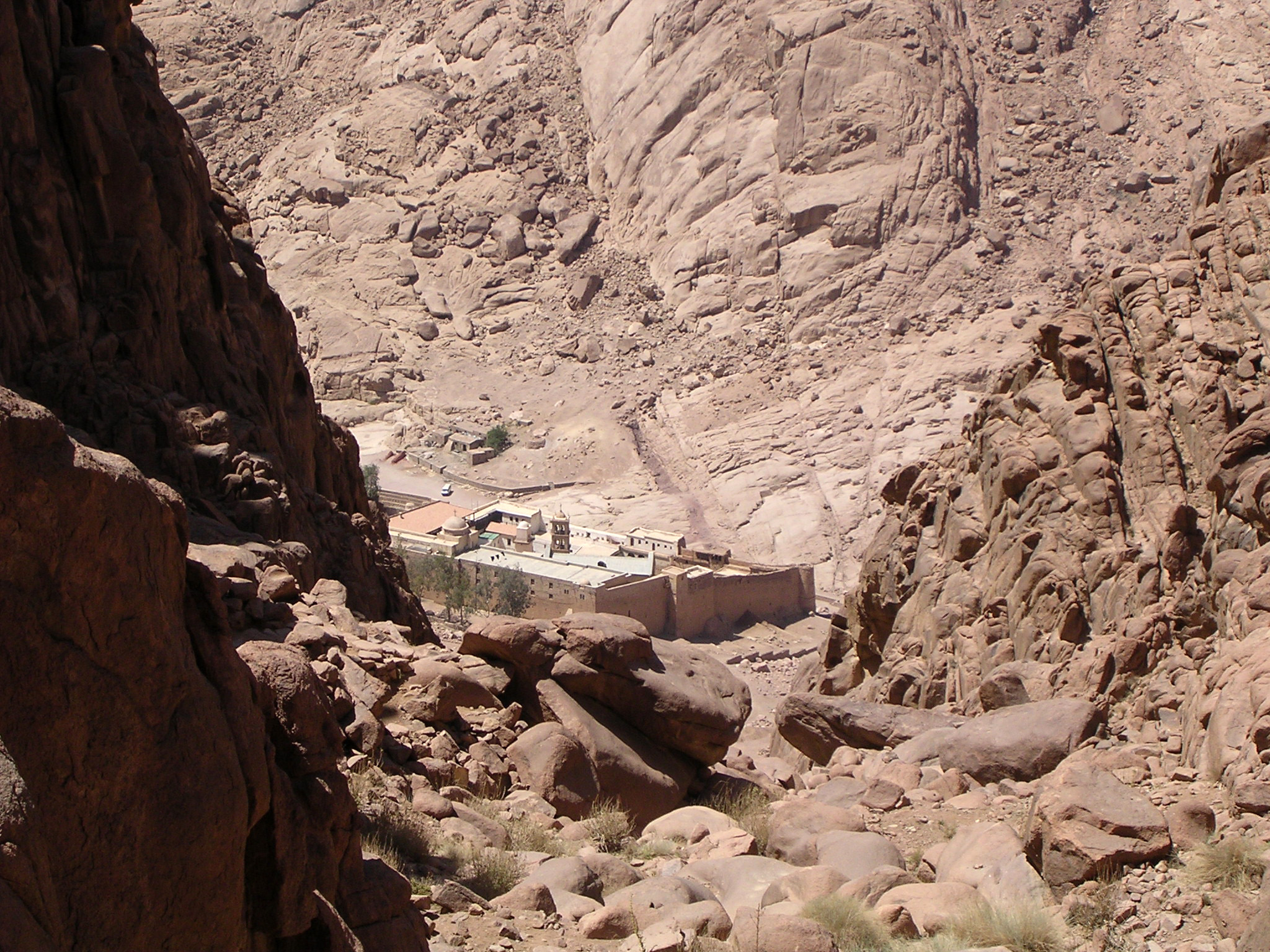
Вид на монастырь Святой Екатерины с короткой тропы. До монастыря остается примерно четверть пути